# Monika Buttinger
Monika Buttinger (* 23. September 1971 in Wels) ist eine österreichische Kostümbildnerin.

## Leben
Monika Buttinger stammt aus einer Familie mit fünf Kindern. Ihr Vater war Eisenbahner. Buttinger besuchte von 1986 bis 1991 die Kunstgewerbeschule in Linz. Ab 1992 lernte sie Modedesign an der Modeschule Wien im Schloss Hetzendorf. Diese Ausbildung schloss sie 1995 mit Diplom ab. Im selben Jahr machte sie sich als Kostüm- und Modedesignerin selbstständig.
Ab dem Jahr 2000 wirkte Buttinger als Kostümbildnerin bei zahlreichen Kino- und Fernsehfilmen mit. Als Kostümbildnerin für die Bühne arbeitete sie unter anderem am Landestheater Linz, am Raimundtheater und am Stadttheater Klagenfurt. Sie entwarf die Modedesigns der Eröffnung der Alpinen Skiweltmeisterschaften 2001 in St. Anton am Arlberg und der Eröffnung der Alpinen Skiweltmeisterschaften 2013 in Schladming. Buttinger arbeitete ferner als Fotostylistin und Moderedakteurin und war Modedesignerin für die Labels Airfield, Sando und Stapf sowie zehn Jahre lang für Eisbär. In ihrer 2008 entstandenen Modekollektion Zojas verarbeitete sie historische Textilien mit modernen Schnitten.
Buttinger ist Mitglied der Akademie des Österreichischen Films. Im Juni 2023 wurde sie in die Academy of Motion Picture Arts and Sciences aufgenommen.

## Filmografie
- 2000: Der Briefbomber
- 2000: Gelbe Kirschen
- 2000: Rescue Service
- 2002: Blue Moon
- 2002: Der Keller
- 2002: Vollgas
- 2003: Böse Zellen
- 2003: Rocketman
- 2003: Zwei Väter einer Tochter
- 2004: Fräulein Phyllis
- 2004: Frechheit siegt
- 2004: Gefühl ist alles
- 2004: Kleine Schwester
- 2004: Wie Schnee hinter Glas
- 2005: Conny und die verschwundene Ehefrau
- 2005: Keller – Teenage Wasteland
- 2005: Schön, dass es Dich gibt
- 2005: Das Tor zur Hölle
- 2005: Die verschwundene Frau
- 2006: Kotsch
- 2007: 42plus
- 2007: Aloha im Dreivierteltakt
- 2008: Ein Augenblick Freiheit
- 2008: Daniel Käfer – Die Schattenuhr
- 2008: Herrn Kukas Empfehlungen
- 2008: Revanche
- 2009: tschuschen:power – Richtig verbunden
- 2009: Zwischen Tag und Nacht
- 2010: Black Brown White
- 2010: Luks Glück
- 2010: Die Wanderhure
- 2010: Zu Eng!
- 2011: 360
- 2011: Beate Uhse – Das Recht auf Liebe
- 2011: Das letzte Haus
- 2011: Plötzlich fett!
- 2011: Die Tänzerin – Lebe Deinen Traum
- 2012: Earthmoving
- 2012: Grenzgänger
- 2012: Das Pferd auf dem Balkon
- 2012: Die Rache der Wanderhure
- 2012: Talea
- 2012: Das Vermächtnis der Wanderhure
- 2013: Im Schatten des Spiegels
- 2013: Im weißen Rössl – Wehe Du singst!
- 2013: Die verbotene Frau
- 2014: Therapie für einen Vampir
- 2015: Beautiful Girl
- 2015: Einer von uns
- 2015: Gruber geht
- 2015: Raisa
- 2015: Chucks
- 2016: Was hat uns bloß so ruiniert
- 2016: Mein Fleisch und Blut
- 2017: Die Migrantigen
- 2017: Stadtkomödie – Die Notlüge
- 2018: Die letzte Party deines Lebens
- 2019: Der Boden unter den Füßen
- 2019: Stadtkomödie – Curling for Eisenstadt
- 2020: Ein bisschen bleiben wir noch
- 2020: Was wir wollten
- 2020: Fuchs im Bau
- 2021: Risiken und Nebenwirkungen
- 2021: Landkrimi – Vier (Fernsehreihe)
- 2022: Märzengrund
- 2022: Eismayer
- 2022: Landkrimi – Steirerstern
- 2022: Rubikon
- 2022: Love Machine 2
- 2022: Landkrimi – Steirergeld (Fernsehreihe)
- 2022: Corsage
- 2023: Landkrimi – Dunkle Wasser (Fernsehreihe)
- 2023: Ein ganzes Leben
- 2023: Stadtkomödie – Heribert (Fernsehfilm)
- 2024: Gina
- 2025: Ein Mädchen namens Willow
- 2025: Perla
- 2025: Zweitland

## Auszeichnungen
- Femina-Filmpreis, Filmfestival Max Ophüls Preis 2002 für Vollgas
- Diagonale-Preis Filmdesign – Bestes Kostümbild, Diagonale 2011 für Zwischen Tag und Nacht
- Diagonale-Preis Filmdesign – Bestes Kostümbild, Diagonale 2013 für Talea[2]
- Diagonale-Preis Filmdesign – Bestes Kostümbild, Diagonale 2017 für Die Migrantigen
- Diagonale-Preis Filmdesign – Bestes Kostümbild, Diagonale 2020 für Ein bisschen bleiben wir noch
- Österreichischer Filmpreis 2023 – Bestes Kostümbild für Corsage